# James Sie
James Sie (sinh ngày 18 tháng 12 năm 1962) là một giáo viên dạy thể dục thẩm mỹ, diễn viên và diễn viên tấu hài người Mỹ.

## Tiểu sử
Sie tên khai sinh ra ở Summit, New Jersey vào ngày 18 tháng 12 năm 1962.